# The Soca Boys
The Soca Boys is een Nederlandse danceact, die in 1998 een wereldhit had met het nummer Follow the Leader. Dat nummer was een nummer 1-hit in Nederland.
Follow the Leader kwam uit in april 1998 en was al snel bijzonder populair in Nederland. Tijdens de zomer van 1998 verzorgden The Soca Boys samen met zanger-entertainer "Van B. King" en vijf danseressen honderden optredens. De groep kreeg een gouden plaat en won een TMF Award. Voor de Spaanstalige landen werd een versie in het Spaans opgenomen, getiteld Sigan Al Lider, ook wel: Sigue Al Lider. De band noemt zich ook wel kortweg SBS.
De volgende single Bumpin' (Keep On Bumpin') (1998) werd een bescheiden hit. There's a Party Going On en Doo Wah Diddy (2001) werden geen succes.

## Discografie
| Single met eventuele hitnotering(en) in de Nederlandse Top 40 | Datum van verschijnen | Datum van binnenkomst | Hoogste positie | Aantal weken | Opmerkingen                                 |
| ------------------------------------------------------------- | --------------------- | --------------------- | --------------- | ------------ | ------------------------------------------- |
| Follow the Leader                                             | 1998                  | 09-05-1998            | 1(3wk)          | 16           | met Van B. King / Nr. 1 in de Mega Top 100  |
| Bumpin' Keep On Bumpin'                                       | 1998                  | 15-08-1998            | 23              | 6            | met Van B. King / Nr. 31 in de Mega Top 100 |